# Miedzianka (Basse-Silésie)
Pour les articles homonymes, voir Miedzianka.
Miedzianka est une localité polonaise de la gmina de Janowice Wielkie, située dans le powiat de Jelenia Góra en voïvodie de Basse-Silésie.